# Charles de Cervon
Charles de Cervon, seigneur des Arcis, et de La Cour d'Assé, mort le 18 juillet 1622 est un homme de guerre français.

## Biographie
Il est issu de la famille de Cervon, famille originaire de Servon en Bretagne et qui se fixa en Mayenne par le mariage de Guillaume de Cervon, veuf d'Anne Cornilleau, avec Marie Nepveu, héritière des Arcis de Meslay. 
Il fut destiné d'abord à la cléricature, puis, devenu l'aîné de la famille par la mort de son frère, il prit le parti des armes dans les rangs des catholiques lors des Guerres de religion. 
Par contrat passé à Sablé le 5 avril 1574, il épousa Christophette de la Chapelle-Troussière, fille d'Antoine de la Chapelle-Rainsouin, seigneur de la Troussière, et de Renée d'Anthenaise. 
Ses services lui valurent la croix de l'Ordre de Saint-Michel, que lui remit le 9 mai 1587, le comte de la Suze. Il était également gentilhomme de la chambre du roi et eut le gouvernement de Fougères. 
Le marquis de Quatrebarbes parle « de l'estime qu'il s'étoit acquise parmi les gens d'honneur » et vante « la grandeur de son nom et de ses alliances ainsi que ses belles actions ». A la capitulation définitive du maréchal Urbain de Laval Boisdauphin, Charles de Cervon eut, par une mention spéciale, garantie pour sa personne et ses biens. C'est lui qui fit du Château des Arcis une des plus belles résidences de la contrée.

## Postérité
René, son fils et Urbain, son petit-fils, furent aussi chevaliers de l'Ordre de Saint-Michel. René et Christophe de Cervon firent leurs preuves de noblesse en 1666, avec déclaration de leurs armes de famille : d'azur au cerf rampant d'or. 
Le nom s'est éteint en 1725 par la mort de Joseph de Cervon, inhumé dans l'église de Saint-Tugal de Laval. Catherine de Cervon, aînée de la branche des Arcis épousa, à la fin du XVIIe siècle, Jean-Baptiste de Montesson.
- Guillaume de Cervon, époux de Marie Nepveu[2]
  - Thomas  de Cervon, issu du premier mariage, eut d'héritage maternel : Éculard, dans l'Anjou, et la Motte-Husson, en Martigné. Juge de la prévôté et conservateur des privilèges de l'Université d'Angers, il mourut dans cette ville au mois d'octobre 1496 ; René, son fils, fut trésorier de Jeanne de Laval, femme du roi René Ier d'Anjou, 1495.
  - Marie de Cervon fut abbesse de Saint-Avit-les-Guêpières, près de Châteaudun, 1463.
  - Hector de Cervon, fils aîné, était en 1459 « bachelier en loys, escollier estudiant en l'université d'Angers » ; les titres de Bellebranche le montrent encore vivant en 1505. Marié d'abord à Olive de Thévalles, puis à Anne de Boisjourdan, il laissa les Arcis à Guyon de Cervon, issu du second mariage, lequel épousa, le 13 avril 1501, Françoise des Écotais, fille de Michel des Écotais, seigneur de la Chevalerie, et de Roberde de Champagnette ; il vivait en 1542.
    - Simon de Cervon, fils aîné, eut les Arcis, et, par suite de son mariage avec Françoise de Bouillé, fille de Charles de Bouillé et de Julienne de la Corbière, Assé-le-Béranger et la Corbière, en Saint-Thomas-de-Courceriers.
    - Après la mort de François de Cervon, son frère aîné, marié à Marie d'Andigné, vers 1565, Charles de Cervon hérita de tous les biens de la famille dont il fut le plus opulent et le plus célèbre représentant ; marié à Christophette de la Chapelle-Troussière, 1574, il mourut le 18 juillet 1622. La succession de Guyon de Cervon se régla en 1550 entre Simon, Thomas, Perrine, Marie, Françoise, Catherine de Cervon. Charles de Cervon partage ses puînés : Perrine, Jacquine, Thomas, curé de Meslay, Antoinette, le 10 avril 1574. Françoise de Bouillé, leur mère, vivait encore.
      - Françoise de Cervon est représentée au bas du tableau du maître-autel à Saint-Denis-du-Maine, agenouillée sur un prie-Dieu où se voient ses armoiries. Le tableau date de 1644.
      - René de Cervon, fils aîné, fit ériger, par acte du 16 juillet 1629, les Arcis en baronnie, y ajouta les terres de la Cropte et de la Rochère par acquisition, et celle du Taillis près Vitré par son mariage avec Catherine de Vauclin, fille d'André de Vauclin et de Gillette de Sévigné ; il mourut le 3 janvier 1635.
        - Urbain de Cervon, fils et héritier principal, gentilhomme ordinaire de la chambre du roi, amena aux Arcis le 21 février 1637 « madame la baronne », Charlotte Harel, fille de N. Harel et de Françoise de la Blinaye, qu'il venait d'épouser en Bretagne, laquelle se remaria en 1655 avec N. de Poncery, mourut aux Arcis et fut inhumée dans la chapelle le 29 janvier 1701.
          - Le fils aîné, Joseph de Cervon, maria « heureusement en sa personne[3], la noblesse du rang qu'il tenait de sa naissance à celle de la justice qu'il a embrassée dans une cour souveraine (le Parlement de Bretagne) dont la plupart des officiers sont des personnes de condition relevée. » Marié dès 1658 à Rennes avec Claude de Vollant, il épousa en secondes noces Françoise-Thérèse de Champion, qui demeurait à Paris après la mort de son mari, 1686. Le 9 juillet 1662, Joseph de Cervon, conseiller au parlement de Rennes, épousa, en secondes noces, à N.-D. de Guingamp, Catherine Moysan, veuve de Jean Lefebvre, aussi conseiller au parlement. Il fut reçu conseiller au Parlement de Bretagne le 24 novembre 1657. Il épousa : à Rennes, Claude de Volant, 14 décembre 1657 ; 2° à Guingamp, Catherine Moysant, veuve de Jean Lefebvre, conseiller au parlement, 9 juillet 1663 ; et 3° à Rennes, Françoise Champion. Il mourut en 1677, ayant vendu son office de conseiller le 17 novembre 1673, à S. Lefebvre[4]
            - Catherine de Cervon, veuve de Pierre de la Dufferie, avait porté la fortune de la famille à Jean-Baptiste de Montesson et vivait encore avec lui en 1721. Jean-Baptiste de Montesson mourut à Paris (25 avril 1731) et fut inhumé dans l'église de St-Cosme et St-Damien. Le mariage de Catherine de Cervon et de Jean-Baptiste de Montesson eut lieu le 25 octobre 1685 par contrat devant Guillaume Chardon, notaire au Buret.

## Sources et bibliographie
- « Charles de Cervon », dans Alphonse-Victor Angot et Ferdinand Gaugain, Dictionnaire historique, topographique et biographique de la Mayenne, Laval, A. Goupil, 1900-1910 [détail des éditions] (BNF 34106789, présentation en ligne)